# Devil May Cry 4
Devil May Cry 4 (Japans: デビルメイクライ, Romaji: Debiru Mei Kurai) is een hack and slash actiespel dat op 31 januari 2008 uitkwam en is ontwikkeld en uitgegeven door Capcom.
Het spel kwam in eerste instantie uit voor de PlayStation 3 en Xbox 360. Midden 2008 kwam het ook uit voor Windows.

## Verhaal
Het verhaal draait om Nero, een jonge wees met demonische krachten. Hij dient als ridder voor de Orde van het zwaard, een mysterieuze religie die de krijger Sparda aanbidt, als beschermer van de mensheid. Nero is uitgekozen als huurmoordenaar om hoofdpersoon Dante op te sporen en te stoppen. Tegelijkertijd wordt de stad overspoeld door grote aantallen demonen.
Tijdens het spel bestuurt men zowel Nero als Dante in hun directe gevechten met vijanden. Er worden hierbij vuurwapens, zwaarden en andere wapens gebruikt.

## Ontvangst
Devil May Cry 4 werd positief ontvangen in recensies. Men prees de uitdagende moeilijkheidsgraad en speciale bewegingen van de karakters. Kritiek was er op het herhalen van eerdere gebeurtenissen en problemen met de camera. Uiteindelijk werd het spel wereldwijd 3 miljoen keer verkocht en daarmee de best verkochte titel in de serie.

## Remaster
Een geremasterde versie van het spel kwam uit in juni 2015 onder de titel Devil May Cry 4: Special Edition. Hierbij zijn de Engelstalige en Japanse stemmen toegevoegd. Andere verbeteringen zijn aangepaste balans, extra kostuums, drie extra speelbare karakters (Vergil, Trish en Lady) en verbeterde effecten en texturen.
De speciale editie is uitgebracht voor PlayStation 4, Xbox One en Windows.

## Score
| Aggregator      | Score                      |
| --------------- | -------------------------- |
| GameRankings    | PS3: 84% X360: 83% PC: 80% |
| Metacritic      | PS3: 84% X360: 84% PC: 78% |
| Beoordeeld door | Score                      |
| 1UP.com         | A-                         |
| Edge            | 8/10                       |
| Game Informer   | 9/10                       |
| GameSpot        | 6/10                       |
| GameTrailers    | 8,6/10                     |
| IGN             | PS3/X360: 8,7/10 PC: 8/10  |

## Trivia
- Het spel is opgenomen in het boek 1001 Video Games You Must Play Before You Die van Tony Mott.